# Akyttara homunculus
Akyttara homunculus là một loài nhện trong họ Zodariidae. Chúng được Rudy Jocqué miêu tả năm 1991.